# Briefmarken-Jahrgang 1962 der Deutschen Post der DDR
Nachdem 1961 keine Blocks und nur ein Zusammendruck ausgegeben wurden, gab es beim Briefmarken-Jahrgang 1962 der Deutschen Post der DDR neben einem Block für den ersten Gruppenflug im Kosmos gleich vier Zusammendrucke und den ersten Kleinbogen der DDR. Insgesamt kamen so 65 Sondermarken mit 64 Motiven nebst den entsprechenden Zusammendrucken, jedoch keine Dauermarken, an die Postschalter. Der Ausgabeumfang wurde damit im Vergleich zum Vorjahr etwas gesteigert (1961: 53 Werte).
Bei 14 Sondermarken musste ein Zuschlag zwischen 5 und 30 Pfennig (insgesamt 1,35 Mark) bezahlt werden. Der Nominalwert der Ausgaben betrug 15,15 Mark.
Seit 1955 wurden bei den meisten Sonderbriefmarkensätzen in der Regel ein Wert sowie fast alle Blocks und die ab diesem Jahr erschienenen Kleinbogenausgaben in deutlich reduzierter Auflage gedruckt. Diese sogenannten Werte in geringer Auflage waren, abgesehen von einer in der Regel auf zwei Stück pro Postkunde begrenzten Abgabe am ersten Ausgabetag und am ersten Tag nach Ablauf der Abholfrist, nur mit einem Sammlerausweis an den Postschaltern oder über einen zu beantragenden Direktbezug bei der Versandstelle der Deutschen Post in Berlin erhältlich. In diesem Markenjahr betrug die Auflagenhöhe dieser Werte 1 000 000 oder 1 100 000 Stück.
Alle Marken dieses Jahrgangs wurden auf Papier mit dem Wasserzeichen Nr. 3 (DDR um Kreuzblume) gedruckt und waren bis zum 31. März 1964 frankaturgültig.

## Besonderheiten
Die bislang in der Regel als Einzelwerte oder Sätze mit nur zwei Marken erschienenen Messemarken wurden 1962 als dreiwertige Sätze vorgelegt. Nach langjähriger Pause gab es wieder Marken zur „Friedensfahrt“. Eine zweite Sportausgabe, die auch als Zusammendruck erschien, würdigte die nach Leipzig vergebenen Schwimm-Europameisterschaften. Bei Gründung der Nationalen Volksarmee 1956 war der Wehrdienst in der DDR noch freiwillig; erst 1962 wurde die Wehrpflicht eingeführt. Dies war Anlass zu einer fünfwertigen Ausgabe zum 6. Jahr ihrer Gründung, also einem „unrunden“ Jubiläum. Fortgesetzt wurde von der Post die seit Mitte der 1950er Jahre laufende Serie „Aufbau Nationaler Gedenkstätten in ehemaligen Konzentrationslagern“ mit zwei Sätzen wie im Vorjahr. Bei den Motiven dominierte der Kosmos mit einem Block und einem erstmals in der DDR ausgegebenen Kleinbogen. Aber es gab unter anderen auch vier Werte für den Artenschutz und zwei jeweils dreiwertige Sätze für die Ostseewoche in Rostock und die DDR-Landwirtschaftsausstellung „Agra“.
Neue Dauermarken wurden in diesem Jahrgang nicht ausgegeben.

## Liste der Ausgaben und Motive
Legende
- Bild: Eine bearbeitete Abbildung der genannten Marke. Das Verhältnis der Größe der Briefmarken zueinander ist in diesem Artikel annähernd maßstabsgerecht dargestellt. Sollten keine Marken abgebildet sein, liegt es daran, dass das Urheberrecht des Künstlers noch nicht erloschen ist.
- Beschreibung: Eine Kurzbeschreibung des Motivs und/oder des Ausgabegrundes. Bei ausgegebenen Serien oder Blocks werden die zusammengehörigen Beschreibungen mit einer Markierung versehen eingerückt.
- Wert: Der Frankaturwert der einzelnen Marke in Pfennig. Ein „+“ bedeutet, dass es sich um eine Zuschlagsmarke handelt (= Frankaturwert + Spende).
- Ausgabedatum: Das Datum des erstmaligen Verkaufs dieser Briefmarke.
- Gültig bis: Das Datum, an dem die Gültigkeit endete.
- Auflage: Soweit bekannt, wird hier die zum Verkauf angebotene Anzahl dieser Ausgabe angegeben.
- Entwurf: Soweit bekannt, wird hier angegeben, von wem der Entwurf dieser Marke stammt.
- Mi.-Nr.: Diese Briefmarke wird im Michel-Katalog unter der entsprechenden Nummer gelistet.

| Sondermarken | |       |                       |               |            |                                        |         |
| Bild         | Beschreibung | Wert  | Ausgabe- datum (1962) | Gültig bis    | Auflage    | Entwurf                                | Mi.-Nr. |
|              | Geschützte Tiere (I) - Rote Waldameise (Formica rufa) | 5     | 16. Februar           | 31. März 1964 | 1.000.000  | Horst Naumann                          | 869     |
|              | - Mauswiesel (Mustalis nivalis) | 10    | 16. Februar           | 31. März 1964 | 14.000.000 | Horst Naumann                          | 870     |
|              | - Spitzmaus (Soricidae) | 20    | 16. Februar           | 31. März 1964 | 13.000.000 | Horst Naumann                          | 871     |
|              | - Fledermaus (Chiroptera) | 40    | 16. Februar           | 31. März 1964 | 12.000.000 | Horst Naumann                          | 872     |
|              | Leipziger Frühjahrsmesse 1962 - Haus Zum Arabischen Coffe Baum, Messezeichen | 10    | 16. Februar           | 31. März 1964 | 8.000.000  | Dietrich Dorfstecher, Manfred Brückels | 873     |
|              | - Gohliser Schlösschen, Messezeichen | 20    | 22. Februar           | 31. März 1964 | 6.000.000  | Dietrich Dorfstecher, Manfred Brückels | 874     |
|              | - Romanushaus, Messezeichen | 25    | 22. Februar           | 31. März 1964 | 3.000.000  | Dietrich Dorfstecher, Manfred Brückels | 875     |
|              | 6 Jahre Nationale Volksarmee - Pilot im Düsenjäger am Boden | 5     | 1. März               | 31. März 1964 | 3.500.000  | Gerhard Stauf                          | 876     |
|              | - Mot-Schütze vor Schützenpanzerwagen | 10    | 1. März               | 31. März 1964 | 8.000.000  | Gerhard Stauf                          | 877     |
|              | - Soldat mit Maschinenpistole und Arbeiter vor einem Stahlwerk | 20    | 1. März               | 31. März 1964 | 6.000.000  | Gerhard Stauf                          | 878     |
|              | - Signalgast mit Signalflaggen vor Kriegsschiffen der Volksmarine | 25    | 1. März               | 31. März 1964 | 3.000.000  | Gerhard Stauf                          | 879     |
|              | - Panzerfahrer vor einem Panzer | 40    | 1. März               | 31. März 1964 | 1.100.000  | Gerhard Stauf                          | 880     |
|              | Erhaltung der Nationalen Mahn- und Gedenkstätten: Antifaschisten, KZ-Opfer (I) - Danielle Casanova (1909–1943), französische Jugendfunktionärin, Partisanin                                                                        | 5+5   | 22. März              | 31. März 1964 | 2.000.000  | Deutsche Wertpapierdruckerei           | 881     |
|              | - Julius Fučík (1903–1943), tschechischer Schriftsteller und Journalist, Widerstandskämpfer | 10+5  | 22. März              | 31. März 1964 | 2.500.000  | Deutsche Wertpapierdruckerei           | 882     |
|              | - Johanna Schaft (1920–1945), niederländische Studentin, Widerstandskämpferin | 20+10 | 22. März              | 31. März 1964 | 2.500.000  | Deutsche Wertpapierdruckerei           | 883     |
|              | - Paweł Finder (1904–1944), polnischer Parteifunktionär | 25+10 | 22. März              | 31. März 1964 | 2.000.000  | Deutsche Wertpapierdruckerei           | 884     |
|              | - Soja Kosmodemjanskaja (1923–1941), sowjetische Komsomolzin, Partisanin | 40+20 | 22. März              | 31. März 1964 | 1.000.000  | Deutsche Wertpapierdruckerei           | 885     |
|              | XV. Internationale Radfernfahrt für den Frieden Berlin-Prag-Warschau - Radrennfahrer vor der Prager Burg | 10    | 26. April             | 31. März 1964 | 8.000.000  | Lothar Grünewald                       | 886     |
|              | - Radrennfahrer mit den Nationalmannschafts-Trikots vor dem Kulturpalast in Warschau | 20+10 | 26. April             | 31. März 1964 | 6.000.000  | Lothar Grünewald                       | 887     |
|              | - Radrennfahrer im Gelben Trikot vor dem Roten Rathaus in Berlin | 25    | 26. April             | 31. März 1964 | 1.000.000  | Lothar Grünewald                       | 888     |
|              | 200. Geburtstag von Johann Gottlieb Fichte - Geburtshaus des Philosophen Johann Gottlieb Fichte in Rammenau | 10    | 17. Mai               | 31. März 1964 | 1.100.000  | Dietrich Dorfstecher                   | 889     |
|              | - Porträt Fichtes | 20    | 17. Mai               | 31. März 1964 | 1.100.000  | Dietrich Dorfstecher                   | 890     |
|              | 20. Jahrestag der Zerstörung von Lidice - Kreuz mit Dornenkrone, Rose und Schriftzug Lidice | 20    | 7. Juni               | 31. März 1964 | 6.000.000  | Peterpaul Weiß                         | 891     |
|              | - Kreuz mit Dornenkrone, Rose und Schriftzug Lidice | 25    | 7. Juni               | 31. März 1964 | 1.100.000  | Peterpaul Weiß                         | 892     |
|              | 80. Geburtstag von Georgi Dimitroff Diese und die folgende Marke wurden als Zusammendruck mit einem dazwischenliegenden Zierfeld ausgegeben: - Georgi Dimitroff vor dem Reichsgericht in Leipzig                                   | 5     | 18. Juni              | 31. März 1964 | 2.000.000  | Axel Bengs                             | 893     |
|              | - Porträt des bulgarischen Politikers Dimitroff | 20    | 18. Juni              | 31. März 1964 | 9.100.000  | Axel Bengs                             | 894     |
|              | 10. Nationale Landwirtschaftsausstellung in Leipzig - Maislegemaschine, Maiskolben | 10    | 26. Juni              | 31. März 1964 | 3.000.000  | Hans-Joachim Walch                     | 895     |
|              | - Kühe im Weidemelkstand | 20    | 26. Juni              | 31. März 1964 | 3.000.000  | Hans-Joachim Walch                     | 896     |
|              | - Mähdrescher, Weizenähre | 40    | 26. Juni              | 31. März 1964 | 1.100.000  | Hans-Joachim Walch                     | 897     |
|              | 5. Ostseewoche in Rostock - Karte der Ostsee | 10    | 2. Juli               | 31. März 1964 | 6.000.000  | Harry Prieß                            | 898     |
|              | - Hochhaus in der Langen Straße, Rostock | 20    | 2. Juli               | 31. März 1964 | 6.000.000  | Charlotte Schneider                    | 899     |
|              | - 10.000-t-Motorschiff (Typ "Frieden") im Rostocker Hafen | 25    | 2. Juli               | 31. März 1964 | 1.100.000  | Charlotte Schneider                    | 900     |
|              | VIII. Weltfestspiele der Jugend und Studenten in Helsinki 1962 (I) Diese und die folgenden drei Marken wurden als Zusammendruck in Viererblockanordnung ausgegeben: - Brandenburger Tor, Berlin                                    | 5     | 17. Juli              | 31. März 1964 | 1.100.000  | Rudolf Skribelka                       | 901     |
|              | - Jugendliche verschiedener Rassen | 5     | 17. Juli              | 31. März 1964 | 1.100.000  | Rudolf Skribelka                       | 902     |
|              | - Friedenstaube | 20    | 17. Juli              | 31. März 1964 | 1.100.000  | Rudolf Skribelka                       | 903     |
|              | - Nationaltheater, Helsinki | 20    | 17. Juli              | 31. März 1964 | 1.100.000  | Rudolf Skribelka                       | 904     |
|              | VIII. Weltfestspiele der Jugend und Studenten in Helsinki 1962 (II) Diese und die folgende Marke wurden als Zusammendruck ausgegeben: - Volkstanzpaar                                                                              | 10+5  | 17. Juli              | 31. März 1964 | 4.000.000  | Dietrich Dorfstecher, Klaus Hennig     | 905     |
|              | - Jugendliche verschiedener Nationen | 15+5  | 17. Juli              | 31. März 1964 | 4.000.000  | Dietrich Dorfstecher, Klaus Hennig     | 906     |
|              | X. Schwimm-Europameisterschaften in Leipzig Diese und die folgenden fünf Marken wurden auch als Zusammendruck in Sechserblockanordnung ausgegeben: Auflage aus Zusammendrucken: jeweils 1.100.000 Einzelmarken - Freistilschwimmen | 5     | 7. August             | 31. März 1964 | 6.100.000  | Harry Prieß                            | 907     |
|              | - Rückenschwimmen | 10    | 7. August             | 31. März 1964 | 7.100.000  | Harry Prieß                            | 908     |
|              | - Wasserspringen | 20+10 | 7. August             | 31. März 1964 | 3.100.000  | Harry Prieß                            | 909     |
|              | - Delphinschwimmen | 25    | 7. August             | 31. März 1964 | 4.100.000  | Harry Prieß                            | 910     |
|              | - Brustschwimmen | 40    | 7. August             | 31. März 1964 | 2.200.000  | Harry Prieß                            | 911     |
|              | - Wasserball | 70    | 7. August             | 31. März 1964 | 4.100.000  | Harry Prieß                            | 912     |
|              | Leipziger Herbstmesse 1962 - Städtisches Kaufhaus, Messezeichen | 10    | 28. August            | 31. März 1964 | 6.000.000  | Dietrich Dorfstecher                   | 913     |
|              | - Eingang zur Mädlerpassage, Messezeichen | 20    | 28. August            | 31. März 1964 | 6.000.000  | Dietrich Dorfstecher                   | 914     |
|              | - Vorderteil eines Flugzeugs, Flughafen Leipzig-Mockau, Messezeichen | 25    | 28. August            | 31. März 1964 | 3.000.000  | Dietrich Dorfstecher                   | 915     |
|              | 10 Jahre Hochschule für Verkehrswesen "Friedrich List", Dresden Flugzeug, Diesellokomotive, Schiff, Sendemast | 5     | 3. September          | 31. März 1964 | 6.000.000  | Axel Bengs                             | 916     |
|              | Erster Gruppenflug der Raumschiffe Wostok 3 und Wostok 4 Diese Marke wurde als geschnittener Briefmarkenblock ausgegeben: Pawel Romanowitsch Popowitsch und Andrijan Grigorjewitsch Nikolajew, Flugbahnen der Raumschiffe          | 70    | 13. September         | 31. März 1964 | 1.100.000  | Hans Georg Urbschat                    | 917     |
|              | Erhaltung der Nationalen Mahn- und Gedenkstätten: Antifaschisten, KZ-Opfer (II) - René Blieck (1910–1945), belgischer Schriftsteller, Partisan                                                                                     | 5+5   | 4. Oktober            | 31. März 1964 | 2.500.000  | Deutsche Wertpapierdruckerei           | 918     |
|              | - Alfred Klahr (1904–1944), österreichischer Nationalökonom, Widerstandskämpfer | 10+5  | 4. Oktober            | 31. März 1964 | 3.000.000  | Deutsche Wertpapierdruckerei           | 919     |
|              | - José Diaz (1920–1945), spanischer Gewerkschaftsführer | 15+5  | 4. Oktober            | 31. März 1964 | 2.500.000  | Deutsche Wertpapierdruckerei           | 920     |
|              | - Julius Alpari (1882–1944), ungarischer Redakteur und Parteiführer | 20+10 | 4. Oktober            | 31. März 1964 | 3.000.000  | Deutsche Wertpapierdruckerei           | 921     |
|              | - Brüder Cervi († 1943), Italienische Brüder und Partisanen: Ovidio (* 1918), Agostino (* 1916), Antenore (* 1904), Aldo (* 1909), Gelindo (* 1901), Fernando (* 1911), Ettore (* 1921)                                            | 70+30 | 4. Oktober            | 31. März 1964 | 1.100.000  | Deutsche Wertpapierdruckerei           | 922     |
|              | 10 Jahre Deutscher Fernsehfunk und Tag der Briefmarke - Bildschirm mit Sendezeichen des DDR-Fernsehfunks, Sendemast und Empfangsantenne                                                                                            | 20    | 25. Oktober           | 31. März 1964 | 6.000.000  | Axel Bengs                             | 923     |
|              | - Junge Philatelisten vor Erdkarte | 40    | 25. Oktober           | 31. März 1964 | 1.100.000  | Axel Bengs                             | 924     |
|              | 100. Geburtstag von Gerhart Hauptmann Porträt des Dichters, Dramatikers und Schriftstellers Gerhart Hauptmann Literatur-Nobelpreisträgers (1862–1946)                                                                              | 20    | 15. November          | 31. März 1964 | 6.000.000  | Dietrich Dorfstecher                   | 925     |
|              | 5 Jahre sowjetische Weltraumflüge Diese und die folgenden sieben Marken wurden zusammen als Kleinbogen ausgegeben: - Zur Erde zurückgekehrte Weltraumhunde Belka und Strelka                                                       | 5     | 28. Dezember          | 31. März 1964 | 1.100.000  | Hans Georg Urbschat                    | 926     |
|              | - Wostok 1 über Erdkugel (Nordafrika und Europa) und Kosmonaut J. Gagarin | 10    | 28. Dezember          | 31. März 1964 | 1.100.000  | Hans Georg Urbschat                    | 927     |
|              | - Sputnik 1 und 2 über Erdkugel (Westafrika und Madagaskar) | 15    | 28. Dezember          | 31. März 1964 | 1.100.000  | Hans Georg Urbschat                    | 928     |
|              | - Wostok 2 über Erdkugel (Europa, Arabien und Mittelasien) und Kosmonaut G. Titow | 20    | 28. Dezember          | 31. März 1964 | 1.100.000  | Hans Georg Urbschat                    | 929     |
|              | - Lunik 1 und 2 vor Mondoberfläche | 25    | 28. Dezember          | 31. März 1964 | 1.100.000  | Hans Georg Urbschat                    | 930     |
|              | - Wostok 3 und 4 über Erdkugel (Südostasien), Kosmonauten A. Nikolajew und P. Popowitsch | 30    | 28. Dezember          | 31. März 1964 | 1.100.000  | Hans Georg Urbschat                    | 931     |
|              | - Flugbahnen und erste interplanetare Station | 40    | 28. Dezember          | 31. März 1964 | 1.100.000  | Hans Georg Urbschat                    | 932     |
|              | - Mond und Mondsonde Lunik 3 | 50    | 28. Dezember          | 31. März 1964 | 1.100.000  | Hans Georg Urbschat                    | 933     |

## Kleinbogen und Zusammendrucke

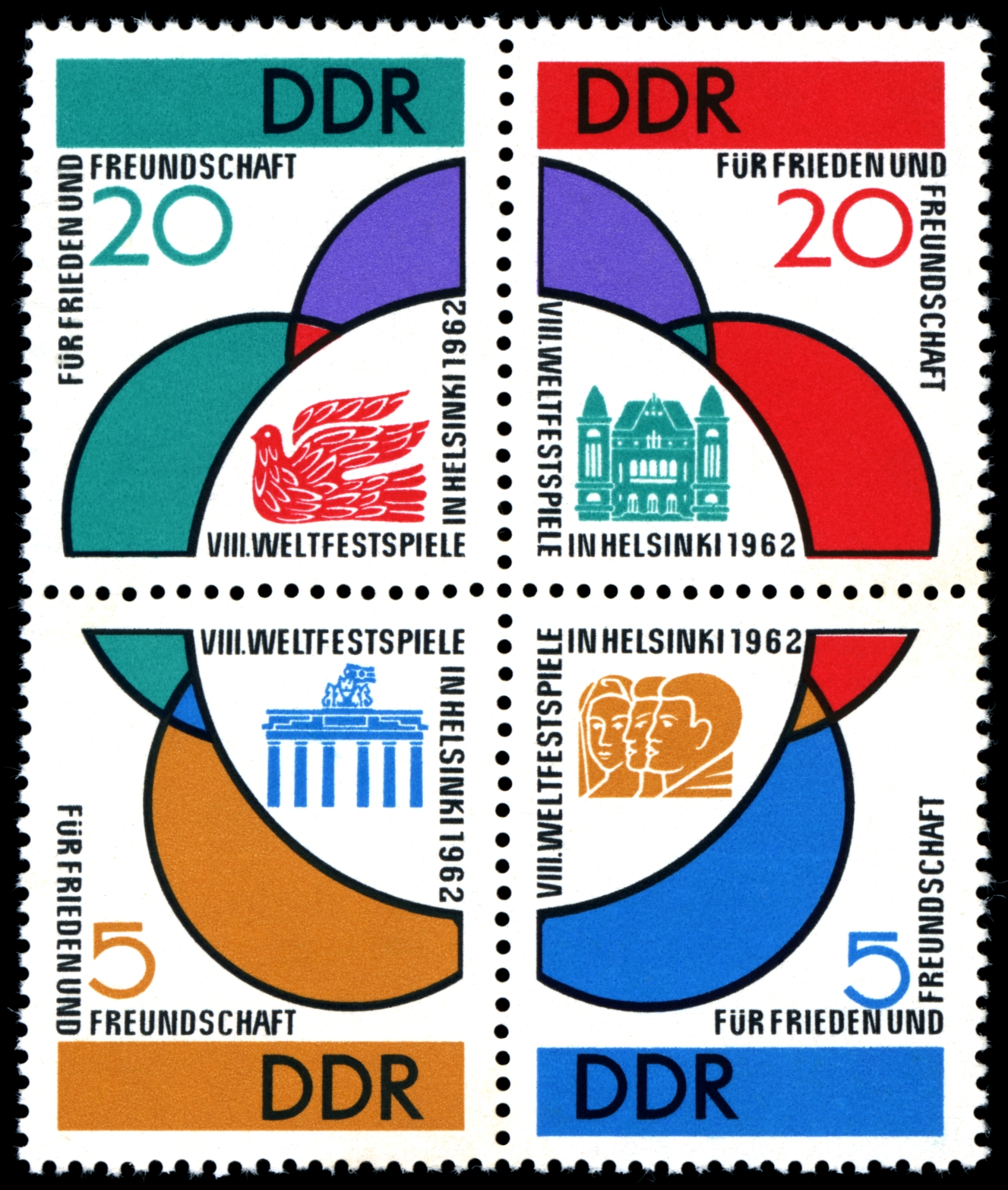
VIII. Weltfestspiele der Jugend und Studenten in Helsinki 1962 (I))
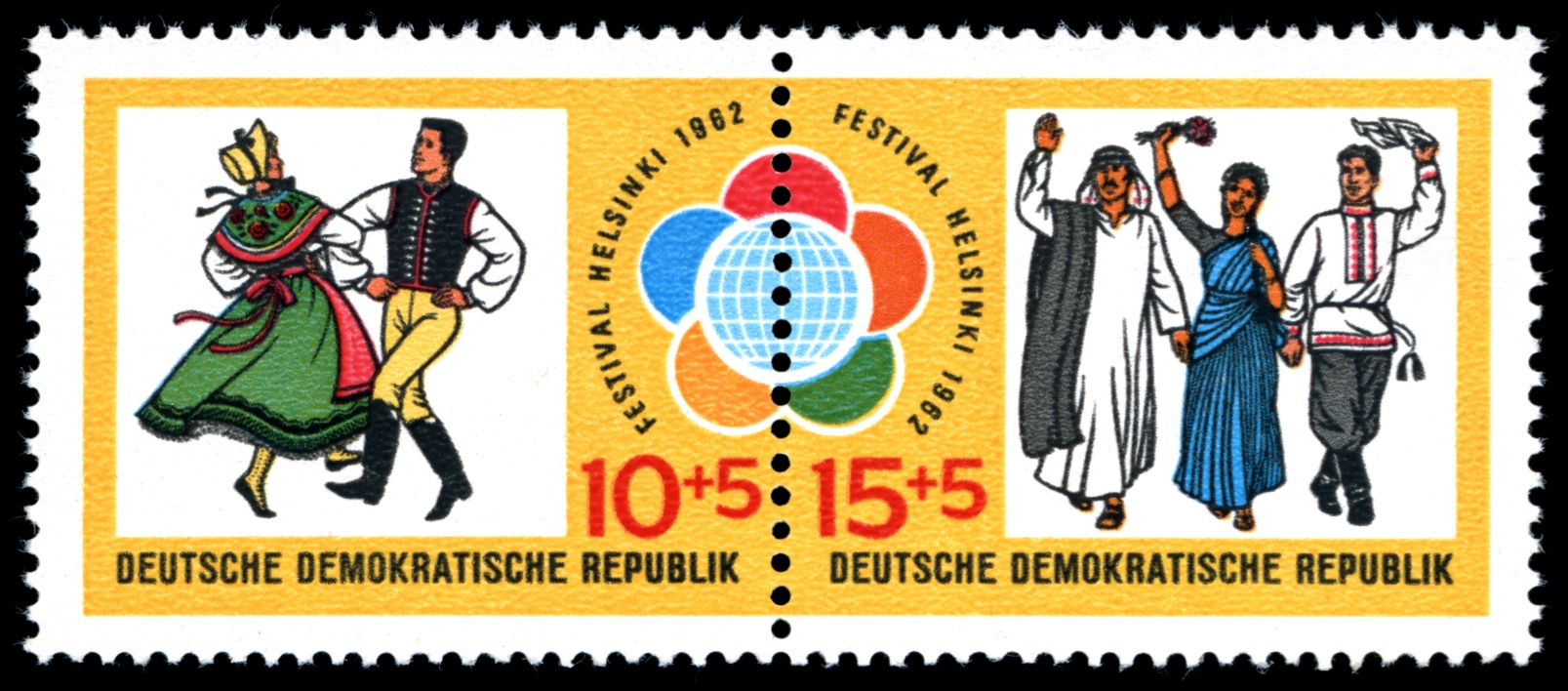
VIII. Weltfestspiele der Jugend und Studenten in Helsinki 1962 (I)
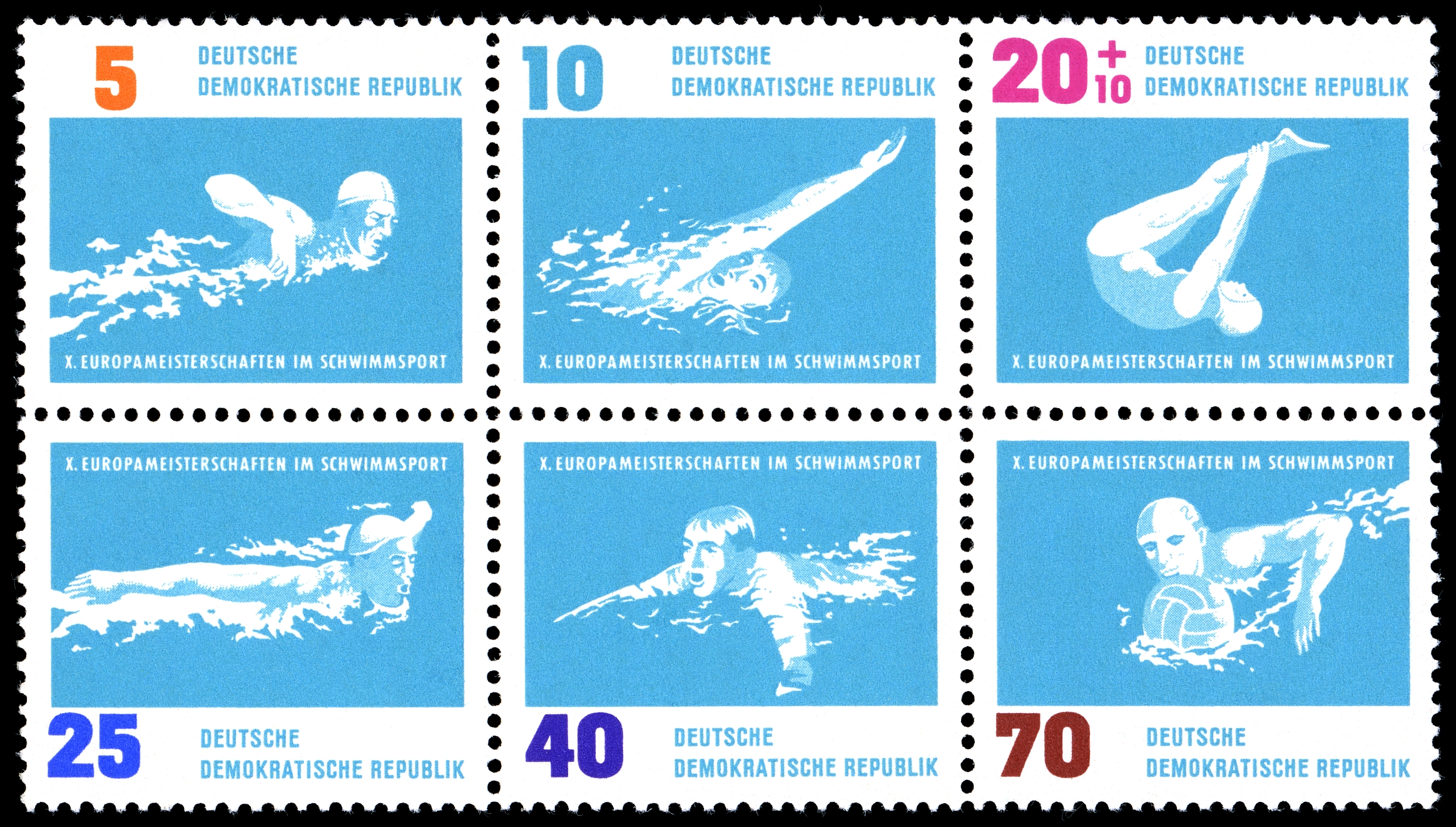
X. Schwimm-Europameisterschaften in Leipzig
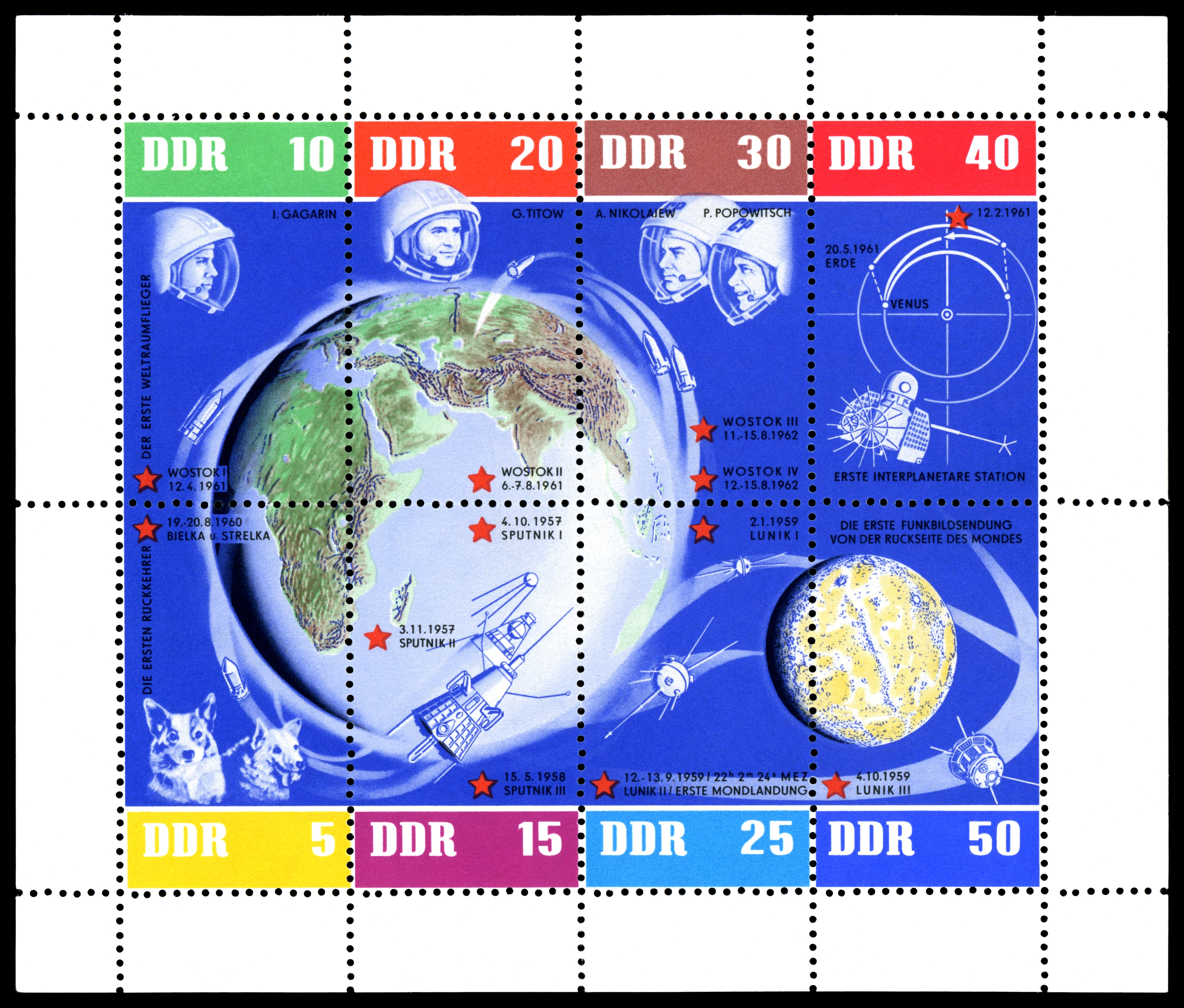
5 Jahre sowjetische Weltraumflüge